# NGC 4887
NGC 4887 is een spiraalvormig sterrenstelsel in het sterrenbeeld Maagd. Het hemelobject werd op 21 april 1882 ontdekt door de Duitse astronoom Ernst Wilhelm Leberecht Tempel.

## Synoniemen
- MCG -2-33-87
- IRAS 12580-1423
- PGC 44796